# Fekete László (erősportoló)
Fekete László (Ősi, 1958. január 28. –) magyar sportoló, erősportoló, 1988–1997 között a Magyarország legerősebb embere cím birtokosa. 2020 novemberében orvosa, illetve barátai tanácsára befejezte pályafutását 62 évesen, amit YouTube csatornáján jelentett be.

## Eredményei
1985. augusztus 7-én állított fel először világrekordot malomkőhajításban. Többszörös bajnok a magyar erős emberek versenyén, világversenyek résztvevője, értékes helyezések tulajdonosa. Gyakori szereplője a televíziók hasonló tárgyú műsorainak. A csolnoki Black Bull SE. alapítója. Magyarország örökös Toldi-bajnoka. Jelenleg Csolnokon él. 
Fekete László nem csak az erősember sportban írt történelmet hihetetlen erejével. A magyarországi natúr erősember sportban annyira eredményesnek bizonyult, hogy erősportolóként az országban először sikerült elérnie a profi szintre.

### Magyar eredmények
- 1989-1990-1991 Magyarország Toldi Miklósa verseny győztese

### Nemzetközi eredmények
- 1988: "Világ Legerősebb Embere" verseny vb 8. hely
- 1989: "Világ Legerősebb Embere" verseny vb 5. hely
- 1990: "Világ Legerősebb Embere" verseny vb 6. hely

- 1992: "Európa Legerősebb Embere" verseny Eb 1. hely

- 1993 "Világ Legerősebb Embere" verseny VK 1. hely

- 1994 "Világ Legerősebb Embere" verseny VB 1. hely
- 1996 "Világ Legerősebb Embere" verseny VB 1. hely

- 1997: "Világ Legerősebb Embere" verseny gp 3. hely
- 1998: "Világ Legerősebb Embere" verseny gp 3. hely
- 1999: "Világ Legerősebb Embere" verseny gp 3. hely
- 2000: "Világ Legerősebb Embere" verseny vb 8. hely
- 2000: "Világ Legerősebb Embere" páros verseny 5. hely
- 2001: "Erős Emberek Olimpia"páros verseny 6. hely
- 2001: Egyéni olimpiai bajnok 222 kg-os golyó emelésben világrekord
- 2002: "Európa Legerősebb Emberei" páros Eb verseny 1. hely
- 2002: "Nemzetközi Erős Emberek" csapat Ek 1. hely
- 2003: "Világ legerősebb emberei" páros vb 2. hely
- 2003: Egyéni világbajnok 232.5 kg golyó emelés világrekord
- 2004: "Világ Legerősebb Emberei" kontinens csapat vb 4. hely
- 2004: "Nemzetközi erős emberek" páros Ek 1. hely[1]
- 2005 Erős Emberek Olimpia páros verseny 4. hely
- 2006 Világ Legerősebb Csapata 2. hely *

### Natúr Erős Emberek Szövetsége

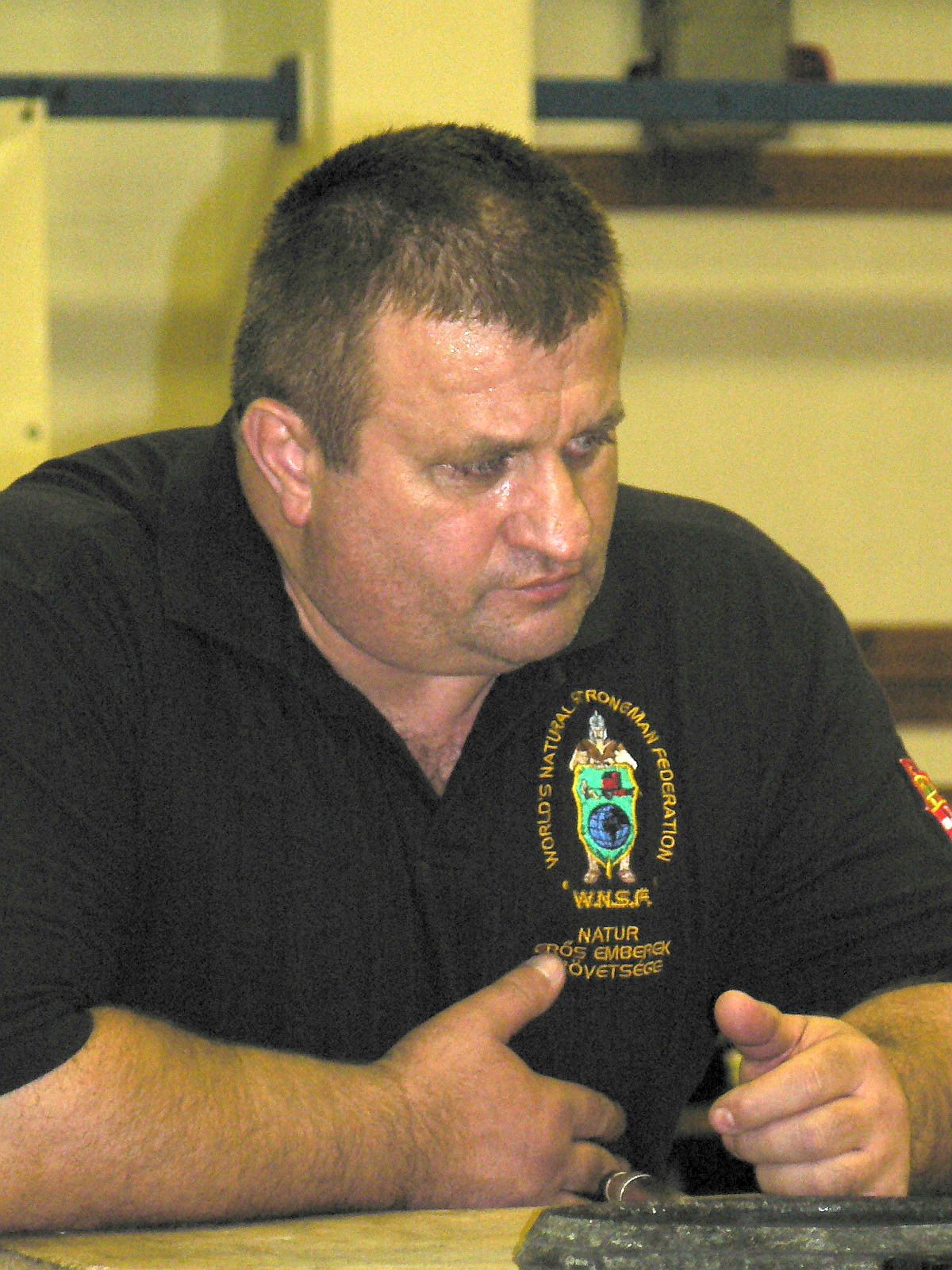
A Natúr Erős Emberek Szövetsége egy 2007-es versenyén

- 2007 Világ Natúr Legerősebb Embere 1. hely
- 2008 Világ Natúr Legerősebb Embere 2. hely
- 2009 Világ Natúr Legerősebb Csapata 1. hely
- 2010 Világ Natúr Legerősebb Csapata 1. hely
- 2010 I. László Classic vb 1. hely
- 2011 Világ Natúr Legerősebb Csapata 1. hely
- 2011 II. László Classic vb 1. hely

1988 és 2012 között több nemzetközi grand prixek és kupák számtalan helyezései.

## Film, tévéműsor
- Magyar vándor (2004) – Toldi Miklós
- Irigy Hónaljmirigy show Karatetigris 8 (2006)

## Kitüntetések
- 1991 Magyarország örökös Toldi Miklósa
- 1991-1993 Komárom-Esztergom megye felnőtt legjobb sportolója
- 1993 Dorog Város legjobb sportolója
- 1994 Sportdicsőség-díj
- 1994-2004 Komárom-Esztergom megye legjobb extrém sportolója
- 2002 A Magyar Köztársasági Érdemrend lovagkeresztje
- 2015 MOB érdemérem